# بلور پلاستیکی

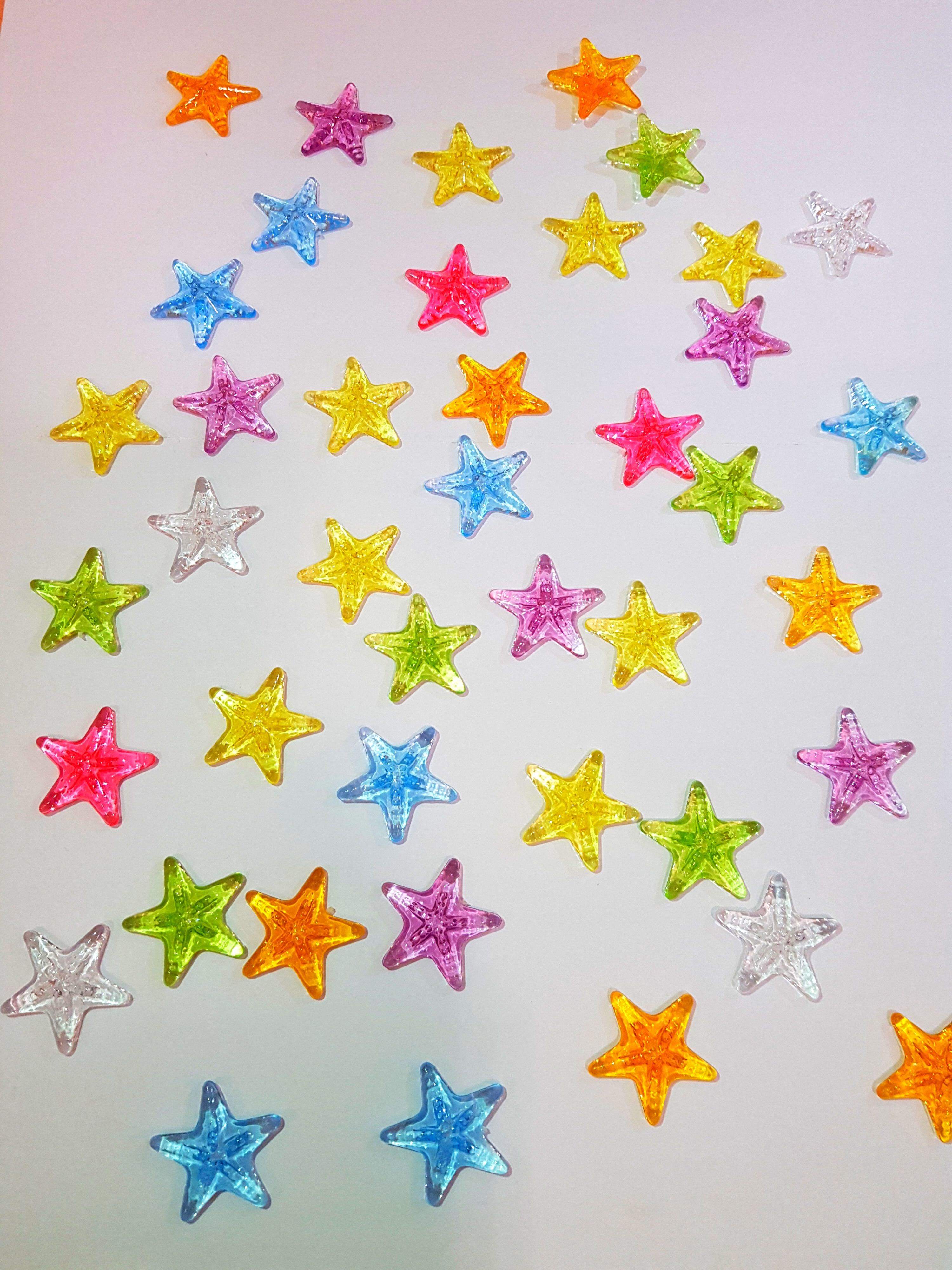
بلور پلاستیکی

بلور پلاستیکی یا کریستال پلاستیکی، یک بلور تشکیل شده از مولکول‌های ضعیف در تعامل با یکدیگر است که دارای برخی از درجه‌های جهت‌گیری یا تطبیقی آزادی هستند. نام بلور پلاستیکی به نرمی مکانیکی چنین فازهایی اشاره می‌کند: آن‌ها شبیه به موم هستند و به راحتی تغییر شکل پیدا می‌کنند. اگر درجه آزادی داخلی، چرخش مولکولی باشد، نام فاز چرخان یا فاز چرخشی نیز استفاده می‌شود. نمونه‌های معمول آن تغییرات متان I و اتیلن I هستند. علاوه بر بلورهای پلاستیکی مولکولی مرسوم، بلورهای پلاستیکی یونی، به ویژه بلورهای پلاستیکی یونی آلی (OIPCs) و بلورهای پلاستیکی یونی آلی پروتئینی (POIPCs) وجود دارد. POIPCs نمک‌های آلی پروتئینی جامد هستند که توسط انتقال پروتون از اسید Bronsted به یک ماده با پایه Brønsted تشکیل شده‌اند و در اصل، مایعات یونی پروتئینی در حالت مذاب هستند که توانسته‌اند حالت امیدوار کننده‌ای از هادی‌های پروتئینی جامد برای سلول‌های سوختی غشای پروتون در دمای بالا باشند. مثال‌ها عبارتند از: ۱٬۲٬۴-تریازولیوم پرفیلو بوتانسولفونات و ایمیدازولیوم متان سولفونات.
اگر درجه آزادی داخلی در یک حالت ناسازگار ثابت شده باشد، یک شیشه جهت گیرنده به دست می‌آید.
درجه گرایش آزادی ممکن است تقریباً یک چرخش آزاد باشد، یا یک انتشار پرشی بین تعداد محدودی از جهت‌های ممکن؛ همان‌طور که برای کربن تترابرمید نشان داده شده‌است.
الگوهای پراش اشعه ایکس از بلورهای پلاستیکی علاوه بر تیزی قله‌های bragg به واسطه شدت پخش شدن هم دسته‌بندی می‌شوند. در یک الگوی پودری، این شدت مثل یک پس زمینه آمورف مانند آنچه برای یک مایع انتظار می‌رود به نظر می‌رسد. اما برای تک بلور سهم توزیع خود را نشان می‌دهد که بسیار سازمان یافته‌است. قله Bragg می‌تواند برای تعیین یک ساختار متوسط استفاده شود، اما به دلیل وجود حجم زیادی از اختلال، این روش ایده‌آل نیست. این یک ساختار تشکیل شده از توزیع پراکنده‌است که جزئیات مربوط به اختلال محدود در سیستم را نشان می‌دهد. پیشرفت‌های اخیر در حوزه تشخیص دو بعدی در شتاب‌دهنده‌های سنکروترونی موجب تسهیل مطالعه این گونه الگوها شده‌است.

## بلورهای پلاستیکی در مقابل بلورهای مایع
بلورهای پلاستیکی، مانند بلورهای مایع می‌تواند یک مرحله گذار بین مواد جامد واقعی و مایعات واقعی باشد و همچنین می‌تواند یک ماده چگال نرم نیز در نظر گرفته شوند. یکی دیگر از مظاهر مشترکشان، حضور همزمان نظم و اختلال در آن‌ها می‌باشد. هر دو نوع فاز معمولاً بین فاز جامد و مایع واقعی در مقیاس درجه حرارت زیر مشاهده می‌شود:
کریستال واقعی -> کریستال پلاستیکی -> مایع واقعی
کریستال واقعی -> کریستال مایع -> مایع واقعی
تفاوت بین بلورهای مایع و پلاستیکی به راحتی در پراش اشعه ایکس مشاهده می‌شود. بلورهای پلاستیکی دارای طیف گسترده‌ای هستند و بنابراین انعکاس‌های Bragg تیز را نشان می‌دهند. بلورهای مایع هیچ یا قله Bragg بسیار وسیعی را نشان می‌دهد، زیرا ترتیب آن‌ها طولانی نیست. مولکول‌هایی که باعث رفتار بلوری مایع می‌شوند اغلب به شدت دراز یا دیسک مانند هستند. بلورهای پلاستیکی معمولاً از مولکول‌های تقریباً کروی تشکیل شده‌است. در این رابطه می‌توان آن‌ها را به صورت مخالف دید.

## واهلشپویا در بلورهای پلاستیکی[۴]
ما داده‌های دی‌الکتریک را در شش کریستال پلاستیکی مختلف، یعنی 1-سینوادامانتان، آدامانتانون، پنتا کلرنیتروبنزن، سیكل هگزانول، اتانول و مت-كربورن که پوشش فرکانس آن تا 14 دهه و تا 20 گیگاهرتز است را گزارش می‌كنیم. اطلاعات در مورد انتقال فاز، واهلش نوع الف (α-relaxation) و فرآیندهای واهلش فراتر از واهلش نوع الف ارائه شده‌است. واهلش نوع الف رفتار غیر دبی‌ای و درجه‌های مختلف انحراف از رفتار حرارتی فعال را به صورت واضحی نشان می‌دهد. نتایج ما نشان می‌دهد، شکننده بودن کریستال‌های پلاستیکی نسبتا کم است. در بعضی از مواد مورد بررسی، شواهدی از واهلش نوع ب (β-relaxation) از نوع جوهری گلدشتاین نیز به دست آمده است. به علاوه سؤال دربارهٔ به اصطلاح کران بالای قله واهلش نوع الف به‌طور دقیق در نظر گرفته شده‌است. در تمامی موارد این کران یا وجود ندارد یا می‌تواند وابسته به واهلش نوع ب قرار گرفته در زیر قله واهلش نوع الف باشد. در مجموع، تلاش‌های اخیر، یک پایگاه داده گسترده‌ای در رابطه با رفتار دی‌الکتریکی بلورهای پلاستیکی ایجاد می‌کند و ممکن است به عنوان یک بررسی از پدیده‌های پویایی که در این مواد رخ می‌دهد، دیده شود که بسیاری از آن‌ها نیز در شیشه‌های ساختاری دیده می‌شود.

## کریستال‌های پلاستیکی یونی آلی: پیشرفت‌های اخیر[۵]
تحقیقات اخیر در مورد سنتز و استفاده از کریستال‌های پلاستیکی یونی آلی در سال‌های اخیر باعث پیشرفت قابل توجهی شده‌است. که توسط یک نیاز مداوم برای الکترولیت‌های حالت جامد با رسانایی بالا برای طیف وسیعی از دستگاه‌های الکتروشیمیایی هدایت می‌شود. تعدادی از جنبه‌های مختلف تحقیق در این زمینه وجود دارد؛ مطالعات بنیادی، با استفاده از طیف گسترده ای از تکنیک‌های تحلیلی، از کریستال‌های پلاستیکی خالص و دوپینگ و توسعه موادی با پایه بلور پلاستیکی و حاوی الکترولیت، به عنوان مثال، باتری‌های یون لیتیوم. پیشرفت در این زمینه‌ها برجسته شده‌است و توسعه کریستال‌های پلاستیکی یونی آلی، از جمله یک کلاس جدید از هادی‌های پروتون، مورد بحث قرار گرفته‌است.

## هدایت سریع یون در بلورهای پلاستیکی مولکولی[۶]
دوپینگ نمک‌های لیتیوم و اسیدها در فاز کریستال پلاستیک سوکسین نتریل برای اولین بار امکان ایجاد الکترولیت حالت جامد براساس حلال‌های پلاستیکی کریستالی که در آن ماتریس خود خنثی است و از لحاظ ذاتی هدایت نمی‌شوند را به ما نشان داده شده‌است. این مواد مفهوم یک حلال الکترولیت جامد را نشان می‌دهد. رسانایی در دمای اتاق تا 4-^10 × 3.4 زیمنس بر سانتی متر با وجود لیتیم بیس (5% حل شونده) در سوکسین تریل بدست می‌آید. اندازه‌گیری میدان مغناطیسی NMR نشان می‌دهد که هر دو کاتیون و آنیون در این شبکه سیار هستند. رسانایی پروتون نیز زمانی که سولفوریک اسید یا گلیشال استیک اسید به عنوان مواد اولیه استفاده شد مشاهده گردید، اما رسانایی در این سیستم‌ها به دلیل توانایی ضعیف این اسیدها در جداسازی محدود شده‌است.

## کریستال‌های پلاستیکی آلی بسیار رسانا، بر پایه آمید پریازولیوم[۷]
در این کار ما یک خانواده جدید از کریستال‌های پلاستیک آلی را براساس کاتیون‌های پیتزولیوم در حال گردش گزارش می‌کنیم. سه ترکیب گزارش شده فاز کریستال پلاستیکی تکین را نشان داده‌اند. وابستگی دمایی رسانایی این بلور در حالت منظم و در سطوح مختلف دوپینگ با نمک لیتیوم بیس تری فرلورمتان سولفونیمید (LiTFSI) اندازه‌گیری شد. رسانایی حالت جامد تا 3-^10 زیمنس بر سانتی‌متر مشاهده شد. آزمایش‌های اولیه باتری نشان داد که ترکیبات مورد مطالعه +Li واقعی هستند و رساناهای امیدوار کننده‌ای به عنوان الکترولیت‌های حالت جامد جدیدی برای باتری‌های لیتیومی ثانویه هستند.